# Pareusarcus
Pareusarcus is een geslacht van hooiwagens uit de familie Gonyleptidae.
De wetenschappelijke naam Pareusarcus is voor het eerst geldig gepubliceerd door Roewer in 1929. 

## Soorten
Pareusarcus is monotypisch en omvat slechts de volgende soort:
- Pareusarcus corniculatus